# Luke Kirby (aktor)
Luke Kirby (ur. 21 czerwca 1978 w Hamilton) – kanadyjski aktor.
Urodził się w Hamilton w kanadyjskiej prowincji Ontario, jako syn dwójki amerykańskich emigrantów. Jego matka pochodzi z Brooklynu w Nowym Jorku, a ojciec dojrzewał wzdłuż wschodniego wybrzeża. Rodzice artysty wyemigrowali z Nowego Jorku do Kanady w 1974 roku. Kirby studiował w National Theatre School of Canada. Jako aktor zadebiutował w 2001 roku drugoplanową rolą w kanadyjskim dramacie młodzieżowym Zagubione (oryg. Lost and Delirious). Był dwukrotnie nominowany do nagrody Gemini w 2005 roku; zdobył też nominację do Canadian Comedy Award w roku 2004. W 2007 roku otrzymał rolę w sztuce Defender of the Faith, przedstawianej w jednym z nowojorskich teatrów. Zagrał w popularnych filmach kinowych, m.in. Halloween: Resurrection (2002) i Prawo ciążenia (Labor Pains, 2009). W 2019 otrzymał nagrodę Emmy za rolę Lenny'ego Bruce'a w serialu Wspaniała pani Maisel w kategorii Najlepszy aktor gościnny w serialu komediowym

## Filmografia
- 2001: Zagubione (Lost and Delirious) jako Jake Hollander
- 2001: Haven jako David Weinzweig
- 2002-2005: 11. godzina (The Eleventh Hour) jako Josh Casey (gościnnie)
- 2002: Halloween: Resurrection jako Jim Morgan
- 2003: Obsesja szczęścia (Luck) jako Shane Bradley
- 2003: Pierwsza strona (Shattered Glass) jako Rob Gruen
- 2003: Slings and Arrows jako Jack Crew
- 2003: Mambo italiano jako Angelo Barberini
- 2004: Żywy towar (Sex Traffic) jako Callum Tate
- 2004: The Human Kazoo jako Zacharia
- 2004: Teoria miłości (Window Theory) jako Brad
- 2005: The Greatest Game Ever Played jako Frank Hoyt
- 2007: W obronie ziemi (All Hat) jako Ray Dokes
- 2007: Powiedz, że mnie kochasz (Tell Me You Love Me) jako Hugo
- 2007: Kamienny anioł (The Stone Angel) jako Leo
- 2009: Prawo ciążenia (Labor Pains) jako Nick
- 2011: Take This Waltz(inne języki) jako Daniel